# 二宮町 (千葉県)

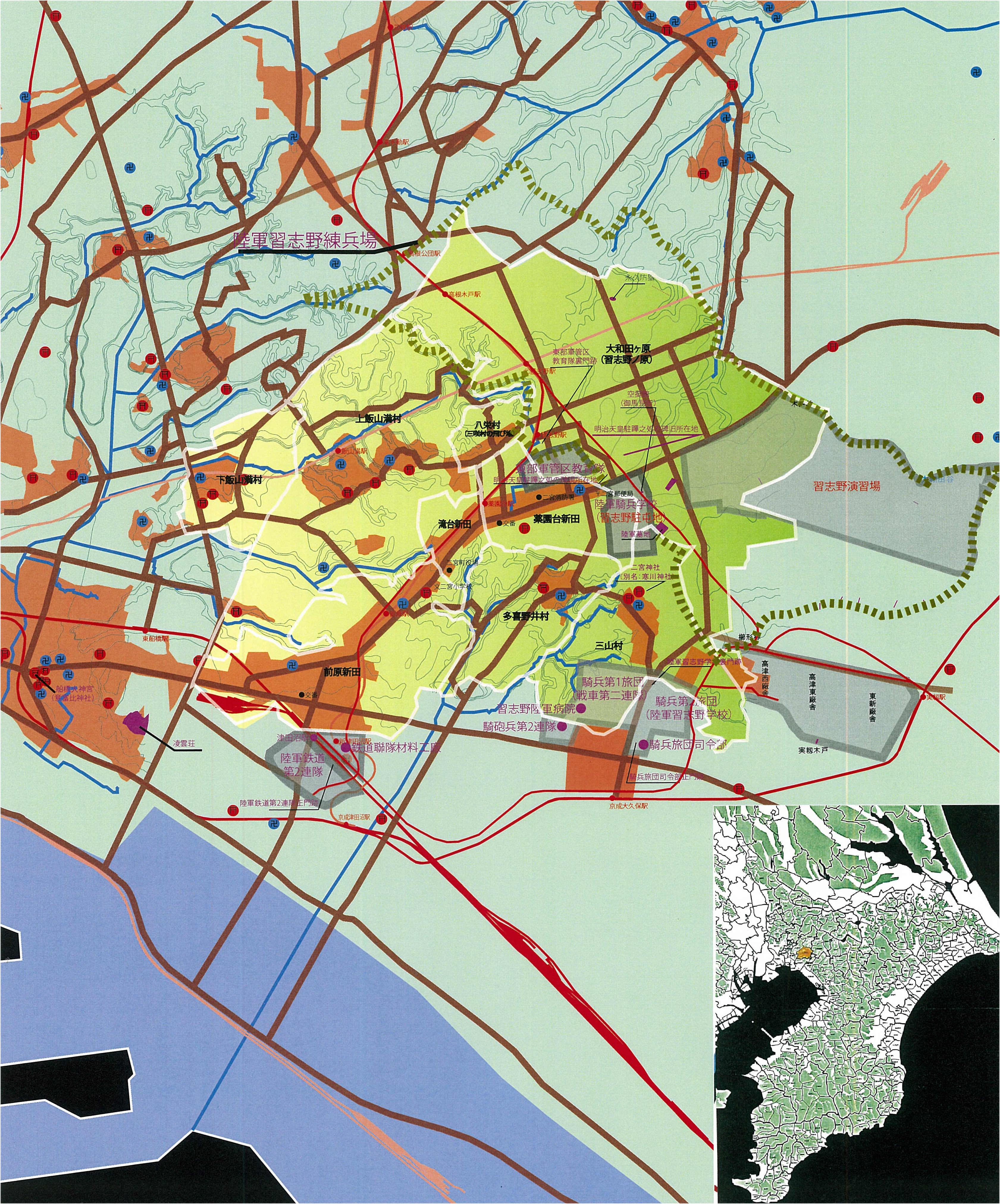
二宮町域図

二宮町（にのみやまち）は、千葉県千葉郡にかつて存在した町である。現在の船橋市の東部地域にあたる。

## 概要
1889年（明治22年）千葉郡滝台新田、薬園台新田、三山村、多喜野井村、前原新田、上飯山満村、下飯山満村の7村が合併して二宮村が成立した。「二宮」の名称の由来は、広い信仰圏を持つ二宮神社（旧称寒川神社）を因み、取ったものである。
なお、七林は二宮町の中にある八栄村の飛地であった（三咲）。
役場は滝台新田（現在の二宮出張所）に置かれ、1928年（昭和3年）には、町制を施行して二宮町となった。地域的にも同じ千葉郡の津田沼（現・習志野市）や大和田（現・八千代市）に近く、「習志野地名発祥の地」が二宮町域に所在している。戦前には本町と津田沼町、幕張町、犢橋村、大和田町、睦村、豊富村の7町村を合併させ大習志野市建設構想も持ち上がったが、実現しなかった。
戦後も同じ千葉郡の津田沼町と合併するか西隣ではあるが東葛飾郡にある船橋市への編入かで揉めたものの、結局は1953年（昭和28年）8月1日に船橋市へ編入され事実上消滅した。

## 沿革
- 1889年（明治22年）4月1日 - 町村制の施行により下記の7村が合併して千葉郡二宮村が発足。
- 1928年（昭和3年）11月10日 - 町制施行、千葉郡二宮町。
- 1953年（昭和28年）8月1日 - 船橋市に編入。同日二宮町廃止。

## 二宮村（町）成立の合併村
- 滝台新田
- 薬園台新田
- 三山村
- 多喜野井村
- 前原新田
- 上飯山満村
- 下飯山満村

## 人物

### 歴代村長・町長
村長・町長
- 初代 三山安左衛門-明治22年〜明治26年3月（薬園台村）
- 第2代 近藤多喜司-明治26年3月〜明治28年4月（飯山満村）
- 第3代 三山安左衛門-明治28年5月〜明治31年11月
- 第4代 近藤五兵衛-明治31年11月〜明治33年10月
- 第5代 三山安左衛門-明治33年10月〜明治41年10月
- 第6代林流之助-明治41年10月〜大正13年11月（滝台村）
- 第7代 近藤多喜司-大正13年11月〜大正15年4月
- 第8代 森田榮吉-大正15年5月〜昭和5年5月
- 第9代 近藤諒司-昭和5年5月〜昭和6年10月
- 第10代 助役-昭和6年11月〜昭和6年12月
- 第11代 高橋勝五郎-昭和7年1月〜昭和8年7月
- 第12代 仲村信蔵-昭和8年8月〜昭和8年9月
- 第13代 助役-昭和8年10月〜昭和9年10月
- 第14代 高橋益次郎-昭和9年11月〜昭和10年10月
- 第15代 助役-昭和10年10月〜昭和12年3月
- 第16代 林隆則-昭和12年4月〜昭和21年10月
- 第17代 助役-昭和21年11月〜昭和22年3月
- 第18代 高橋豊信-昭和22年4月〜昭和26年4月（警察予備隊を誘致した際の町長）
- 第19代 佐野秋蔵-昭和26年4月〜昭和28年7月

### 助役
- 古市正一郎

### 村会・町会議員
- 遠藤佐十郎
- 加藤丑松
- 加藤茂雄
- 久保勇
- 古池きい
- 近藤五兵衛
- 近藤久司
- 榊原龍之助
- 佐野進一
- 橋本英一郎
- 林梅吉
- 森田信一
- 矢島龍雄

## 交通

### 鉄道路線
- 日本国有鉄道（後のJR東日本） - 1895年開通
  - 総武本線：津田沼駅（二宮町と津田沼町にまたがって存在）
- 陸軍鉄道連隊演習線 - 1945年廃線
  - 津田沼 - 千葉（習志野線）三山9丁目に停車場があった。→陸上自衛隊第101建設隊演習線→廃止
  - 津田沼 - 習志野原・松戸（松戸線）

↓
- 新京成電鉄
  - 新京成線 -1947年開通：高根木戸駅 - 習志野駅 - 薬園台駅

### 道路
- 成田街道（現国道296号）
- 東金御成街道

## 町（村）内の主な施設・機関

### 町村役場
- 千葉郡二宮町村役場 （現:船橋市役所二宮出張所）

### 宗教施設
神社
- 二宮神社（別名寒川神社）
- 大宮神社
- 御嶽神社
- 神明神社
- 八幡神社
- 王子神社

寺院
- 神宮寺
- 道入庵
- 高幢庵
- 東福寺
- 清房院
- 光明寺
- 倶梨伽羅不動尊

### 教育施設
- 専門学校
  - 帝国女子医学専門学校（現：東邦大学） 1946〜
  - 法政工業専門学校（法政大学工学部の前身） 1947〜1950
- その他
  - 千葉郡二宮町立二宮高等小学校 （現:船橋市立二宮小学校）
  - 千葉郡二宮町立二宮第二小学校 （現:船橋市立薬円台小学校）
  - 千葉郡二宮町立二宮中学校 （現:船橋市立二宮中学校）

### 主な国の施設
- 陸軍習志野錬兵場
- 騎兵第1旅団 （※敷地の一部が津田沼町に属している）
- 陸軍習志野衛戍病院
- 陸軍騎兵学校
- 東部軍管区教育隊
- 習志野陸軍墓地

## 旧二宮町（村）域内にある文化財

### 国の登録有形文化財
- 旧近藤家住宅長屋門（飯山満町）

#### 千葉県指定文化財
- 木造蔵王権現三尊立像（有形文化財・彫刻）（前原東）
- 下総三山の七年祭り（無形民俗文化財）（（三山）

### 船橋市指定文化財
- 中野木の辻切り（無形民俗文化財）（中野木）
- 木造地蔵菩薩坐像（有形文化財・彫刻）（飯山満町）
- 板碑 (康永4年2月在銘)（有形文化財・考古資料）（飯山満町）
- 八十八ヶ箇所札所大絵馬（有形民俗文化財）（飯山満町）
- 飯山満町大宮神社の神楽（無形民俗文化財）（飯山満町）
- 二宮神社社殿（有形文化財・建造物）（三山）
- 二宮神社の神楽（無形民俗文化財）（三山）
- 斎藤園女等奉納句額（有形文化財・歴史資料）（三山）
- 習志野地名発祥の地（附明治天皇駐蹕之処の碑）（史跡）（薬円台）
- 観信の墓 附 木造地蔵菩薩像（史跡）（薬円台）

### その他
- 空挺館（薬円台）
- 習志野原の永久堡塁（北習志野）